# Lissonota leucopus
Lissonota leucopus är en stekelart som beskrevs av Henry Keith Townes, Jr. 1978. Lissonota leucopus ingår i släktet Lissonota och familjen brokparasitsteklar. Inga underarter finns listade i Catalogue of Life.